# Papp László (néprajzkutató)
| Papp László. Magyar Néprajzi Lexikon. OSZK. MEK | Papp László. Magyar Néprajzi Lexikon. OSZK. MEK |
| Kattints az alábbi külső linkek egyikére!       | Kattints az alábbi külső linkek egyikére!       |
| ----------------------------------------------- | ----------------------------------------------- |
| Nem található szabad kép.(?)                    |                                                 |
| külső link · jogvédett                          | Papp László                                     |

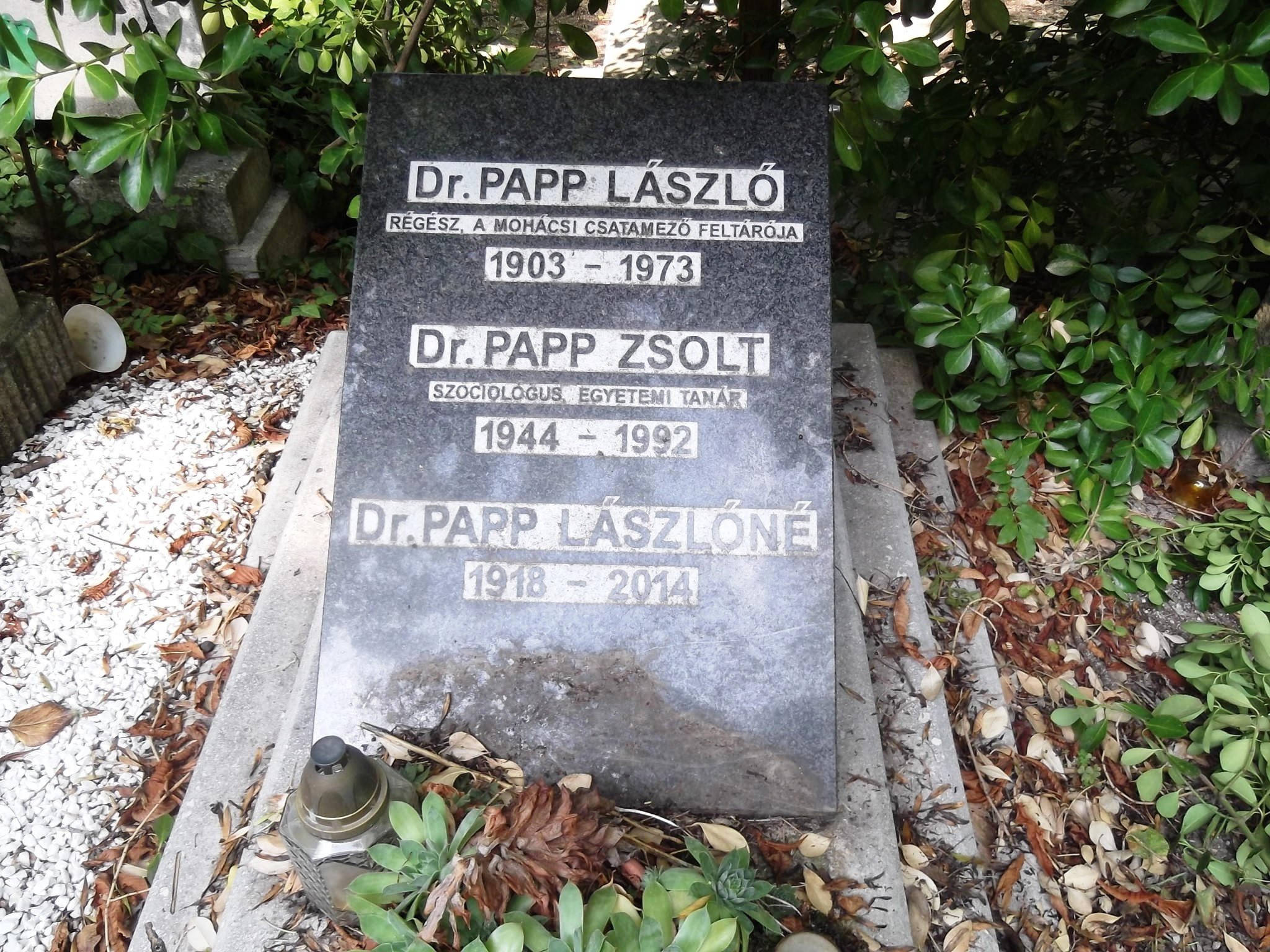
Papp László és fia Zsolt sírja a Farkasréti Temetőben

Papp László (Hajdúszoboszló, 1903. szeptember 25. – Budapest, 1973. május 22.) néprajzkutató, régész, történész.

## Életpályája
Iskoláit Pécsett kezdte, majd Kiskunfélegyházára költöztek. A kecskeméti főreáliskolában érettségizett. 1931-ben a Szegedi Tudományegyetemen szerzett jogi és bölcsészeti oklevelet. 1923–1932 között A kecskeméti múzeum tiszteletbeli múzeum- és könyvtárőre volt. A kecskeméti múzeumban felkészültsége ellenére sem véglegesítették. 1931-ben fizetés nélküli szabadságra ment. Négy évig Budapesten volt joggyakornok és 1935-ben ügyvédi vizsgát tett. 1936–1937 között a keszthelyi múzeum megbízott muzeológusa volt. 1937-ben ügyvédi irodát nyitott Budapesten. 1938–1943 között a Táj- és Népkutató Intézet és az egyetemi Néprajzi Intézet köré csoportosult néprajzkutatók és jogtörténészek társaságában részt vett a népi jogélet kutatásának megindításában. Része volt a Györffy Kollégium létrehozásában. 
A Magyar Ügyvédi Kamara választmányi tagja és a Magyar Ügyvédek Nemzeti Egyesületének titkára volt, emiatt 1945 nem alkalmazták. 1955-ig a Dohányjövedék Nikotex üzemnél dolgozott mint tisztviselő. 1958-ban törölték az ügyvédek jegyzékéből. 1958–1964 között a pécsi Janus Pannonius Múzeum régésze, illetve igazgatója nyugdíjazásáig. 
Tanya-, népi település- és háztörténettel, népi viselettörténettel, népi jogéletkutatással, had- és vártörténeti kutatással is foglalkozott. Fontos tanulmányokat írt a kecskeméti és a kiskunhalasi tanyavilág kialakulásáról. A Kecskemét közelében végzett középkori falvakat feltáró ásatásai úttörő jellegűek voltak. Ő fedezte és tárta fel a mohácsi csata tömegsírjait.

## Művei
- 1929 A keresztény egyházi élet első nyomai és középkori emlékei Kecskeméten. Kecskemét.
- 1931 Ásatások a XVI. században elpusztult Kecskemét-vidéki faluk helyén. Néprajzi Értesítő.
- 1936 A kecskeméti tanyatelepülés kialakulása. Szeged.
- 1941 Kiskunhalas népi jogélete. Budapest.
- 1948 Vezérfonal a népi jogélet kutatásához. Budapest.